# عبد الرحمن بن أحمد بن محمد الدمشقي
عبد الرحمن بن أحمد بن محمد الدمشقي، أبو محمد.
وتنبع أهمية العلم في أنه تتلمذه على يد عدد من كبار المقرئين مثل: ابن كثير وابن السراج، وكونه أصبح مدرساً للقراءات بالحرمين بلا منازع ردحاً من الزمن، وثناء عدد من أصحاب التراجم على علمه وفضله وتميزه في علمه.
ولد عبد الرحمن الدمشقي بدمشق وإليها نسب في عام 772 ه ونشأ بها وسمع من عدد من علماءها مثل: ابن كثير وابن السراج والمحيوي الرحبِي والزين بن رَجَب الحنبلي وغيرهم، ثم ارتحل إلى حلب وتتلمذ على عدد من العلماء هناك مثل: َعطاء الله الدر، ثم حج مع والده وزاد القدس وانقطع في مكة مدة من الزمان، ومنها انتقل إلى المدينة واستقر فيها معلماً للقراءات القرآنية حتى ذاع صيته بالحرمين، قال أبو المحاسن الحنفي واصفاً رحلته العلمية: «فساوى والده في علو السند، وذلك لما رحل إلى القاهرة في سنة إحدى وتسعين وسبعمائة بجامع ابن طولون وبظاهره، ثم رحل إلى مكة المشرفة واستوطنها، وانتصب بها لإقراء القرآن العظيم بالقراءات في المسجد الحرام كل يوم، وانتفع به عامة الناس، وصار رحلة في زمانه، وتردد إلى المدينة النبوية وجاور بها غير مرة، وتصدى بها للإقراء، واستمر فيها سنين».
وله من المؤلفات: اللامية، والتهذيب.
|}

## اسمه ونسبه
أبو محمد عبد الرحمن بن أحمد بن محمد الدمشقي، الملقب بابن عياش.

## مولده ونشأته العلمية
ولد عبد الرحمن الدمشقي بدمشق وإليها نسب في عام 772 ه ونشأ بها وسمع من عدد من علماءها مثل: ابن كثير وابن السراج والمحيوي الرحبِي والزين بن رَجَب الحنبلي وغيرهم، ثم ارتحل إلى حلب وتتلمذ على عدد من العلماء هناك مثل: َعطاء الله الدر، ثم حج مع والده وزاد القدس وانقطع في مكة مدة من الزمان، ومنها انتقل إلى المدينة واستقر فيها معلماً للقراءات القرآنية حتى ذاع صيته بالحرمين، قال أبو المحاسن الحنفي واصفاً رحلته العلمية: «فساوى والده في علو السند، وذلك لما رحل إلى القاهرة في سنة إحدى وتسعين وسبعمائة بجامع ابن طولون وبظاهره، ثم رحل إلى مكة المشرفة واستوطنها، وانتصب بها لإقراء القرآن العظيم بالقراءات في المسجد الحرام كل يوم، وانتفع به عامة الناس، وصار رحلة في زمانه، وتردد إلى المدينة النبوية وجاور بها غير مرة، وتصدى بها للإقراء، واستمر فيها سنين».

## مؤلفاته
1/ اللامية.
2/ التهذيب.

## شيوخه
1/ ابن كثير.
2/ ابن السراج.
3/ الزين بن رجب الحنبلي.
4/ الشمس بن سند.
5/ رسلان الذهبِي.
6/ الأمين بن السلار.
7/ محمود بن شرف الطوسي.
8/ أبو حفص عمر بن الشمس.
9/ فيروز التبريزي.
10/   عطاء الله الدر. 

## تلاميذه
1/ محمد بن أحمد بن محمد بن صديق الطوخي.
2/ علي بن أحمد بن علي الدكماري.
3/ محمد بن أبي بكر بن الحسين بن عمر القرشي.
4/ علي بن أحمد بن محمد القاهري.
5/ محمد بن عبد العزيز بن عبد السلام الكازروني.
6/ يحيى بن حسن بن عكاشة الربعي.
7/ محمد بن أبي بكر بن محمد المنوفي.
8/ عبد الرحيم بن محمد بن محمد القاهري.
9/ محمد بن أحمد بن مهنا القاهري.
10/ عبد الأول بن محمد بن إبراهيم المرشدي.

## فضله ومكانته
1/ قال أبو المحاسن الحنفي: «الشيخ المقرئ المسند المعمر زين الدين أبو محمد ابن الشيخ المقرئ الزاهد شهاب الدين، الشهير بابن عياش».
2/ قال أبو الخير السخاوي: «وتصدى في الحرمين لنشر القراءات ليلا ونهارا فانتفع به خلق من أهلهما والقادمين عليهما وصار شيخ الإقراء هناك بلا مدافع ولذا وصفه شيخنا في ترجمة والده من إنبائه بقوله مقرئ الحرم».
3/ قال جلال الدين السيوطي: «وانقطع بمكة من سنة تسع وثمانمائة، وأقرأ بها. وانتفع به خلائق. وتفرد بفن القراءات في الحجاز. وانفرد في وقته بعلو الإسناد والتقدم في ذلك والمعرفة». 
4/ قال خير الدين الزركلي: «مقرئ مسند، شافعي نحوي. ولد ونشأ بدمشق. وبرع في القراءات ورحل إلى القاهرة، واستوطن مكة، ودرس فيها القراءات بالمسجد الحرام وصار شيخ الإقراء بلا منازع». 
5/ قال عمر كحالة: «واخذ القراءات عن ابيه، ورحل إلى القاهرة وقرأ على محمد بن احمد العسقلاني القراءات العشر، ثم رحل إلى مكة واستوطنها، وانتصب بها لإقراء القراءات بالمسجد الحرام وتردد إلى المدينة وجاور بها غير مرة وتصدى بها للإقراء سنين، ثم عاد إلى مكة واستمر بها إلى أن توفي».

## وفاته
توفي ابن عياش سنة 853 هـ، بمكة بعد أن أصبح شيخاً للإقراء فيها بلا منازع.
أهمية العلم
1/ تتلمذه على يد عدد من كبار المقرئين مثل: ابن كثير وابن السراج.
2/ كونه أصبح مدرساً للقراءات بالحرمين بلا منازع ردحاً من الزمن.
3/ ثناء عدد من أصحاب التراجم على علمه وفضله وتميزه في علمه.